# 平岡正明
平岡 正明（ひらおか まさあき、1941年（昭和16年）1月31日 - 2009年（平成21年）7月9日）は、日本の評論家。東京都出身。

## 経歴
東京市本郷区湯島新花町（現・東京都文京区湯島2丁目）に生まれる。1945年6月、空襲を避けて神奈川県足柄下郡酒匂町（現・小田原市）に疎開。酒匂小学校を経て、1949年7月に東京へ戻り、文京区立汐見小学校に転校。父が旭光学の社長の運転手になったため、同校6年の夏休みに東京都板橋区志村前野町の旭光学寮に転居。京華中学校を経て、1959年7月に同高等学校を卒業。同校では漢文を千田九一に、古文を竹盛天雄に、現代文学を古林尚・紅野敏郎に学ぶ。
7月卒業となったのは、高校の卒業試験を受けている時、カンニングの発覚を恐れて教師の前で答案を破り卒業保留処分を受けたためである。もともと卓球推薦で日本大学に進むことが内定していたが、これにより推薦取消となり、1960年、古林尚の勧めで早稲田大学の第一文学部と第二文学部のそれぞれ露文科をロシア語で受験、後者に合格。二文露文科在学中、ブントの一員として60年安保闘争に参加。
やがてブントから脱退して1961年11月に宮原安春らと政治結社・犯罪者同盟を結成。在学中の1962年、谷川雁・吉本隆明らが講師だった「自立学校」の事務局に参加し、宮原安春とともに、講師だった森秀人に師事。
1963年、同盟機関誌の単行本『赤い風船あるいは牝狼の夜』を刊行したところ、同書に収録した吉岡康弘撮影の無修正ヌード写真が問題となり、猥褻図画頒布の容疑で警視庁から指名手配を受け、戸塚警察署に逮捕されたが、起訴猶予処分となる。平岡らの身元引受人には森秀人がなった。この『赤い風船』事件は早大の教授会でも議題となり、そのために「犯罪者同盟は『赤い風船』事件で退学にされた」と言われたこともあるが、赤い風船事件とは無関係であった。なお、『赤い風船』に赤瀬川原平（赤瀬川も自立学校の生徒であった）の「千円札を写真撮影した作品」が掲載されていたことから、「千円札裁判」が起きるきっかけになった。
1964年、『韃靼人宣言』（現代思潮社）で評論家デビュー。1966年4月、石井恭二の世話で株式会社テック開発部づき雑誌編集部門に入社。このとき、同社の専務に谷川雁がいた。1967年の『ジャズ宣言』（イザラ書房）からジャズ評論の分野にも進出。1969年2月、講談社『ヤングレディ』誌のアンカーマンとなる。同年2月、康芳夫の誘いで天声出版に入り、澁澤龍彦の後任者として『血と薔薇』第4号（天声出版）を編集。一方、「犯罪者同盟」以来のアナーキーな行動や著作で、「侠客的革命家」、「無頼漢」とも呼ばれ、新左翼系文化のカリスマ的存在となる。1970年には、松田政男、足立正生、佐々木守、相倉久人と「批評戦線」を結成し、雑誌『第二次・映画批評』を創刊した。また、1970年代に入ると「水滸伝」をヒントにして、戦後の闇市での日本人ヤクザと「日帝に強制連行され、戦後は日帝に対する進駐軍として留まった」三国人の抗争などを引き合いに出し、太田竜、竹中労らと窮民革命論を唱え、“新左翼三バカトリオ”と呼ばれたこともある。この理論は当時、連合赤軍事件後の新左翼各党派の退潮の後もあまり影響を受けずに、全共闘世代の一部に熱狂的に支持された。この関連で、『中国人は日本で何をされたか』『日本人は中国で何をしたか』等のルポ作品も著している。このルポの調査に協力した一人が後の東アジア反日武装戦線の斎藤和だった。
1971年、谷川との決裂は平岡を支援する文化人や、平岡同様に谷川ら経営陣と対立した高橋愿率いる労組と高橋が所属したベトナム反戦直接行動委員会（現代思潮社が起こした東京行動戦線の後身）に関連した若者達を巻き込んだ「テック闘争」と呼ばれる騒動に発展した。1972年、台湾人軍属の楊明雄・戦後補償闘争に関与し、台湾独立運動を支援。また、ミクロネシア・ボナペ島の軍属の遺児ダニエル・ロペスが戦後補償を求めて来日した際にこれを支援。この運動を契機に朝倉喬司、船戸与一、布川徹郎らとミクロネシア独立運動に身を投じた。
1975年、斎藤や斎藤の内縁の妻で、テック及び楊、ロペス闘争等に参加した浴田由紀子、太田竜との繋がりから、東アジア反日武装戦線の黒幕ではないかとの容疑で捜査を受ける。また、ミクロネシア独立運動も日本赤軍の別働隊としての活動ではないか、と大きく報道されたことがあった。
「反日武装戦線」黒幕騒ぎや1970年代後半以降の新左翼の退潮後は、神奈川県葉山に転居し、主に文学や芸能の評論の分野で活躍。論評対象は、筒井康隆、五木寛之、山田風太郎、山口百恵、河内音頭、三波春夫、大山倍達など。特に筒井康隆とは個人的にも親交を結び、筒井論も多数執筆している。また、1990年代には3000枚に及ぶ大長編小説「皇帝円舞曲」を執筆。これは、自身や知人をモデルにして、三浦半島の独立と日本との戦争を描いた現代版水滸伝だが、女性はほとんど性奴隷か食料にされるなど、書きたい放題の怪作である。
また、1975年に山下洋輔が「全日本冷し中華愛好会」を結成すると、上杉清文、奥成達らと主要な論客として参加した。
大山倍達の極真空手にも入門し、有段者である。
1994年4月1日に中野サンプラザで行われた「筒井康隆断筆祭」に参加。その断筆祭を批判した小林よしのりに対して、著書『筒井康隆断筆をめぐるケンカ論集』の収録の、『「ゴーマニズム」の薄甘い正義』で反論した。
また、横浜の下町・野毛を拠点としたミニコミ、1992年から1994年まで「ハマ野毛」を編集、刊行。横浜に住まう、荻野アンナ・田中優子・山崎洋子らをはじめ、種村季弘ら多くの文学者が参加していた。また野毛大道芸にもプロデューサー的に関わり、野毛大道芝居には荻野アンナ、秋山祐徳太子と共に俳優として11年間参加した。
2004年には野毛の「横浜にぎわい座 芸能ホール」で行われる「うま野毛寄席」で、木戸番役としてデビュー。
大量の著書を出しているが、著作はほとんど文庫化されていない（「山口百恵は菩薩である」（講談社文庫）と、「日本人は中国で何をしたか」（潮文庫）「志ん生的、文楽的」（講談社文庫）のみ）。2001年に、四方田犬彦の編集によるベスト集『ザ・グレーテスト・ヒッツ・オブ・平岡正明』（芳賀書店）が刊行されている。
評論は「ジャズ的なノリ」で書かれることが多かったが、「カルチュラル・スタディーズ」の先駆として評価する論者もいる。
2007年に刊行された『若松プロ、夜の三銃士』では、1970年代に書かれた「犯罪的革命と革命的犯罪を称揚」する文章を多数収録したり、また新たに執筆された文章で、韓国に帰国後に問題を起こして評判を落としている金嬉老を「それがどうした。彼は屹立する男根である」と擁護したり、「文化大革命は世界同時革命の一環であった。俺はいまでも文革シンパだ」と記述するなど、平岡の中では「革命／犯罪」思想が生きていることが明らかになった。一方で台湾人軍属の楊明雄・戦後補償闘争では楊の意向でともに靖国神社に参拝したが、2005年刊行の『昭和ジャズ喫茶伝説』では、「左翼は靖国に行くべきだというのが、俺の意見だ。戦死した兵隊の鎮魂を、もっぱら右翼と体制側に独占させるのはまちがいだろう」と記述している。
2009年7月9日午前2時50分、脳梗塞のため死去。68歳没。死去後も著書が刊行されている。

## 受賞
- 1990年、「大歌謡論」により大衆文学研究賞評論・伝記部門受賞。
- 1993年、『浪曲的』により斎藤緑雨賞受賞。

## 著書
- 韃靼人宣言（現代思潮社、1964年）
- 犯罪あるいは革命に関する諸章（現代思潮社　1967年）
- ジャズ宣言（イザラ書房　1969年）
- 地獄系24 平岡正明評論集（芳賀書店　1970年）
- 永久男根16（イザラ書房　1971年）
- ジャズより他に神はなし（三一書房　1971年）
- 今村昌平の映画（芳賀書店　1971年）
- 日本人は中国で何をしたか（潮出版社→潮文庫　1972年）
- あらゆる犯罪は革命的である（現代評論社　1972年）
- 中国人は日本で何をされたか（潮出版社　1973年）
- 犯罪・海を渡る（現代評論社　1973年）
- 犯罪あるいは革命に関する諸章（大和書房　1973年）
- 西郷隆盛における永久革命（新人物往来社　1973年）
- 闇市水滸伝（第三文明社　1973年）
- マリリン・モンローはプロパガンダである（イザラ書房　1973年）
- 海を見ていた座頭市（イザラ書房　1973年）
- ジャズ・フィーリング（アディン書房　1974年）
- 歌入り水滸伝（音楽之友社　1974年）
- ヒトラー学入門 革命を志す諸君へ（潮出版社　1975年）
- 南方侵略論（アディン書房　1975年）
- スラップスティック快人伝（白川書院　1976年）
  - 油井正一、大森忠、佐々木守、ソンコ・マージュ、奥成達、大山倍達、布川徹郎、上杉清文、新宿「バードランド」主人、瓜生良介、赤塚不二夫、池田圭、羽生道雄、神彰を論じている
- 魔界転生 クロスオーバー作家論（TBデザイン　1977年3月）
- 戦後日本ジャズ史（アディン書房　1977年4月）
- 石原莞爾試論（白川書院　1977年5月）
- 一番電車まで（ブロンズ社　1977年6月）
- 歌の情勢はすばらしい（冬樹社　1978年8月）
- 山口百恵は菩薩である（講談社→講談社文庫　1979年10月） 　
  - 完全版 山口百恵は菩薩である（四方田犬彦 (編集)、講談社、2015年6月）
- 菩薩のリタイア（秀英書房　1980年8月）
- 日本の歌が変わる（秀英書房　1980年11月）
- 韃靼人ふうのきんたまのにぎりかた（仮面社　1980年10月）
- ボディ&ソウル（秀英書房　1981年1月）
- 筒井康隆はこう読め（CBS・ソニー出版　1981年3月）
- 過渡期だよ、おとっつあん part3(ちょっと左翼篇)（秀英書房　1981年4月）
- 他人の穴の中で（秀英書房　1981年5月）
- 過渡期だよおとっつあん part 1(美学篇)（秀英書房　1981年9月）
- 過渡期だよおとっつぁん part 2(喧嘩論集・格闘技篇)（秀英書房　1981年6月）
- タモリだよ! （CBS・ソニー出版　1981年12月）
- 歌謡曲見えたっ（ミュージック・マガジン　1982年4月）
- お兄さんと呼んでくれ つっぱりオジサン、一年間の夜想曲 （情報センター出版局　1983年6月）
- おい、友よ（PHP研究所　1983年11月）
- 筒井康隆はこう読めの逆襲（CBS・ソニー出版　1983年12月）
- 河内音頭・ゆれる（朝日出版社　1984年11月）
- シリーズ民間日本学者　長谷川伸 メリケン波止場の沓掛時次郎（リブロポート　1987年4月、のち、彩流社、2011年12月）
- 『マッカーサーが帰ってきた日 テレビはアメリカ占領軍が埋めた地雷か』青豹書房〈青豹選書〉、1987年9月10日。NDLJP:12275589。
- 香港喜劇大序説 香港中国人によるもうひとつの文化大革命（政界往来社　1987年12月）
- 三七全伝南柯の夢（曲亭馬琴作を現代語訳） （創樹社　1987年12月）
- 国際艶歌主義（時事通信社　1988年4月）
- 官能武装論 （新泉社　1989年2月）
- 清水次郎長の明治維新 激動期に立ち向かう〈男の志〉とは（光文社　1989年7月）
- 大歌謡論（筑摩書房　1989年8月）
- 美空ひばりの芸術（ネスコ　1990年6月）
- 新内的（批評社　1990年12月）
- 筒井康隆はこう読めの報復（大陸書房　1990年11月）
- ジャズより他に神はなし（三一書房　1991年11月）
- 浪曲的（青土社　1992年7月）
- 風太郎はこう読め 山田風太郎全体論（図書新聞　1992年12月）
- 平岡正明オン・エア／耳の快楽（毎日新聞社　1992年12月）
- 平民芸術（三一書房　1993年11月）
- 横浜的（1993年12月）
- 大山倍達を信じよ ゴッドハンド本紀（秀英書房　1994年9月）
- 筒井康隆断筆をめぐるケンカ論集（ビレッジセンター出版局　1994年9月）
- ヨコハマB級譚 タウン誌『ハマ野毛』アンソロジー（編著）（ビレッジセンター　1995年2月）
- 大道芸および場末の自由（解放出版社　1995年5月）
- 横浜中華街謎解（朝日新聞社　1995年9月）
- 梁石日は世界文学である（ビレッジセンター出版局　1995年12月）
- プレンティ・プレンティ・ソウル 平岡正明ジャズ論集（平凡社　1995年12月）
- 清水次郎長伝 第七才子書虎造節（青土社　1996年3月）
- 変態的（ビレッジセンター出版局　1996年7月）
- 皇帝円舞曲 第1－5部（ビレッジセンター出版局　1996－97年）
- 中森明菜／歌謡曲の終幕（作品社　1996年7月）
- 三波春夫という永久革命（作品社　1996年11月）
- ジャズ的（毎日新聞社　1997年1月）
- 野毛的 横浜文芸復興（解放出版社　1997年2月）
- 座頭市 勝新太郎全体論（河出書房新社　1998年2月）
- マイルス・デヴィスの芸術（毎日新聞社　1998年10月）
- 黒い神（毎日新聞社　1999年6月）
- 江戸前 日本近代文藝のなかの江戸主義（ビレッジセンター出版局　2000年3月）
- チャーリー・パーカーの芸術 Music of Bird（毎日新聞社　2000年12月）
- キネマ三國志（アートン　2001年4月）
- ザ・グレーテスト・ヒッツ・オブ・平岡正明（四方田犬彦編）（芳賀書店　2001年8月）
- 大革命論（河出書房新社　2002年3月）
- ウイ・ウォント・マイルス（河出書房新社　2002年12月）
- 昭和ジャズ喫茶伝説（平凡社　2005年10月）
- 大落語（法政大学出版局　2005年1月）
- 哲学的落語家!（筑摩書房　2005年9月） - 桂枝雀論
- 戦後事件ファイル 赤塚不二夫、安保、三島由紀夫、赤軍、ひばりの死、他（マガジン・ファイブ　2006年4月） (平岡正明コレクション)
- 志ん生的、文楽的（講談社　2006年6月、のち講談社文庫、2010年3月）
- 日本ジャズ者伝説（平凡社　2006年7月）
- 平岡正明のDJ寄席（愛育社　2006年10月）
- アングラ機関説  闇の表現者列伝（マガジン・ファイブ　2007年1月）  (平岡正明コレクション)
- 毒血と薔薇 コルトレーンに捧ぐ（国書刊行会　2007年7月）
- ヨコハマ浄夜（愛育社　2007年10月）
- シュルレアリスム落語宣言（白夜書房　2008年2月）
- 若松プロ、夜の三銃士（愛育社　2008年2月）
- 黒人大統領誕生をサッチモで祝福する（愛育社　2008年11月）
- 昭和マンガ家伝説（平凡社新書　2009年3月）
- 快楽亭ブラックの毒落語（彩流社　2009年9月）
- 文庫はこう読め! マチャアキ的文学論（彩流社　2010年1月）
- 美空ひばり歌は海を越えて（毎日新聞社　2010年2月）
- 立川談志と落語の想像力（七つ森書館　2010年3月）
- 芸能の秘蹟（七つ森書館　2010年5月）
- 人之初（ひとのはじめ）　平岡正明自伝　（彩流社　2012年7月）

## 共著
- 水滸伝 窮民革命のための序説（三一書房　1973年） - 竹中労との共著
- 晩酌の思想（住宅新報社　1976年） - 白石かずこ、奥成達との共著
- 日本ジャズ伝私家版　モカンボセッションから冷し中華祭りまで（エイプリル・ミュージック　1977年7月） - 清水俊彦,奥成達との共著
- どーもすいません 平岡正明・上杉清文対談集（白夜書房　1981年12月）
- 俗物図鑑の本 全世界おおむね40億人の俗物に贈る（郡雄社出版　1982年1月）
- 団鬼六・暗黒文学の世界（三一書房　1982年10月） - 岡庭昇との共著
- 天覧思想大相撲 平岡正明，上杉清文対談集　拡大差○別篇（秀英書房　1983年8月）
- 高級芸術宣言 付・総合商社HAND-JOEの歩み 高級芸術協会著（南伸坊、末井昭、巻上公一、赤瀬川原平、糸井重里ほか）（JICC出版局　1985年5月）
- 電撃フランク・チキンズ（朝日出版社　1985年8月） - 四方田犬彦との共著
- 武道論（徳間書店　1992年10月） - 大山倍達との共著
- 筒井康隆の逆襲 言論の自由を圧殺しているのは誰か（編著）（現代書林　1994年2月） 
  - 幸森軍也・薄井ゆうじ・早川玄・梁石日・岡庭昇・荻野アンナ・みなみあめん坊・山下洋輔
- 中国水滸伝・任侠の夢（日本放送出版協会　1996年4月） - 黄波との共著
- DJ（アートン　2001年9月） - 佐久間駿との共著
- 『総特集・赤軍１９６９→２００１』足立正生夫妻、山本万里子、中山千夏、松田政男、平井玄他、河出書房新社、2001年 - 『赤色残侠伝』を書下ろし

## 映画

### 出演
- 女学生ゲリラ（1969年）若松孝二製作・企画　足立正生監督
- 俗物図鑑（1982年）筒井康隆原作　内藤誠監督
- 花と蛇 地獄篇（1985年）団鬼六原作　西村昭五郎監督

### 制作
- 太平洋戦争草稿（1974年）-元・日本領のミクロネシアを舞台としたドキュメンタリー
- 風ッ喰らい時逆しま（1979年）布川徹郎監督
- 秘祭（1998年）石原慎太郎原作　新城卓監督

## CD
- 赤塚不二夫のまんがNo.1シングルズ・スペシャル・エディション
  - ブックレットに寄稿。
- ジョアン・カエターノ劇場のエリゼッチ・カルドーゾ（新星堂・オーマガトキ）
  - ブックレットに寄稿。